# Gonomyia (Gonomyia) dyas
Gonomyia (Gonomyia) dyas is een tweevleugelige uit de familie steltmuggen (Limoniidae). De soort komt voor in het Oriëntaals gebied.